# Carl Størmer
Carl Størmer   (Skien, 3 de setembre de 1874 - Oslo, 13 d'agost de 1957) va ser un matemàtic, astrònom i físic noruec conegut, sobre tot, pels seus estudis sobre les aurores boreals.

## Vida i obra
Størmer, fill únic d'un farmacèutic, va estudiar a la universitat d'Oslo entre 1892 i 1897. Ja el primer any d'universitat, amb només divuit anys, va veure publicat el seu primer article matemàtic sobre sèries trigonomètriques. En graduar-se, va obtenir una beca per ampliar estudis a l'estranger, anant a la Sorbona (1898-1900) i a la universitat de Göttingen (1902).
L'agost de 1903 va ser nomenat professor de matemàtiques pures de la universitat d'Oslo, substituint Carl Anton Bjerknes per defunció. Va romandre en aquesta institució fins a la seva jubilació el 1946, tot i que, com a professor emèrit, va continuar les seves tasques de recerca fins a la seva mort el 1957.
El 1903 va tenir ocasió de presenciar els experiments conduïts per Kristian Birkeland per tal de trobar una explicació científica de les aurores boreals. Això el va fascinar de tal forma que va dedicar la resta de la seva vida al estudi i modelització matemàtica d'aquest fenomen: ell va ser qui prendre multitud de fotografies des de més de vint observatoris diferents de Noruega, qui va estudiar la seva alçada i mides amb triangulacions i qui va descobrir que es produeixen a més de 100 km sobre la terra. Les seves teories, però, van acabar entrant en conflicte amb les de Birkeland. Tots els seus treballs els va condensar en un llibre, The Polar Aurora (1955), que va ser fonamental en la investigació futura.
Størmer, però, no va abandonar mai del tot les matemàtiques pures, i va escriure diferents articles teòrics, sobre tot en teoria de nombres. També va fer estudis sobre les òrbites del dipol magnètic.